# Rolf Overberg

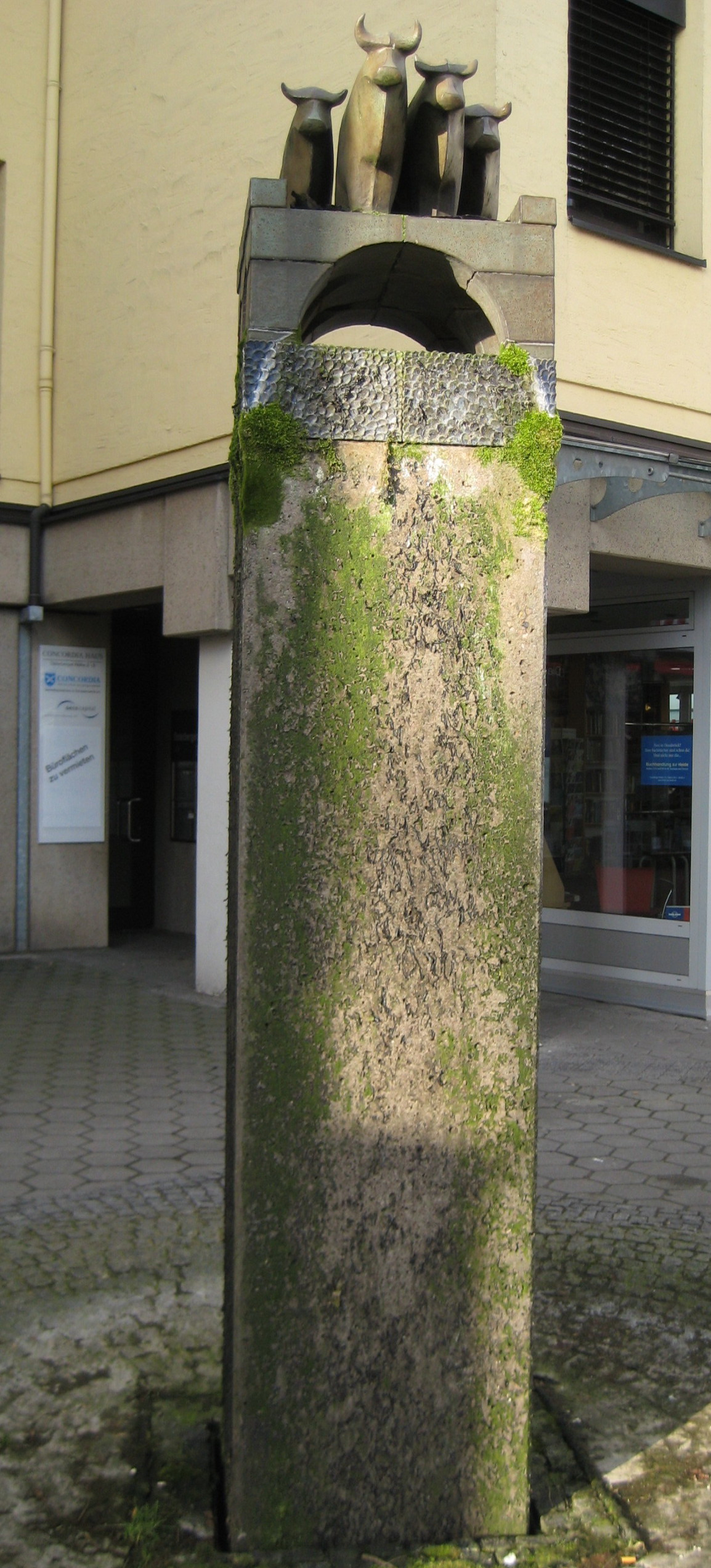
Ossenbrügge, Keramik auf Betonstele, Osnabrück, 1983

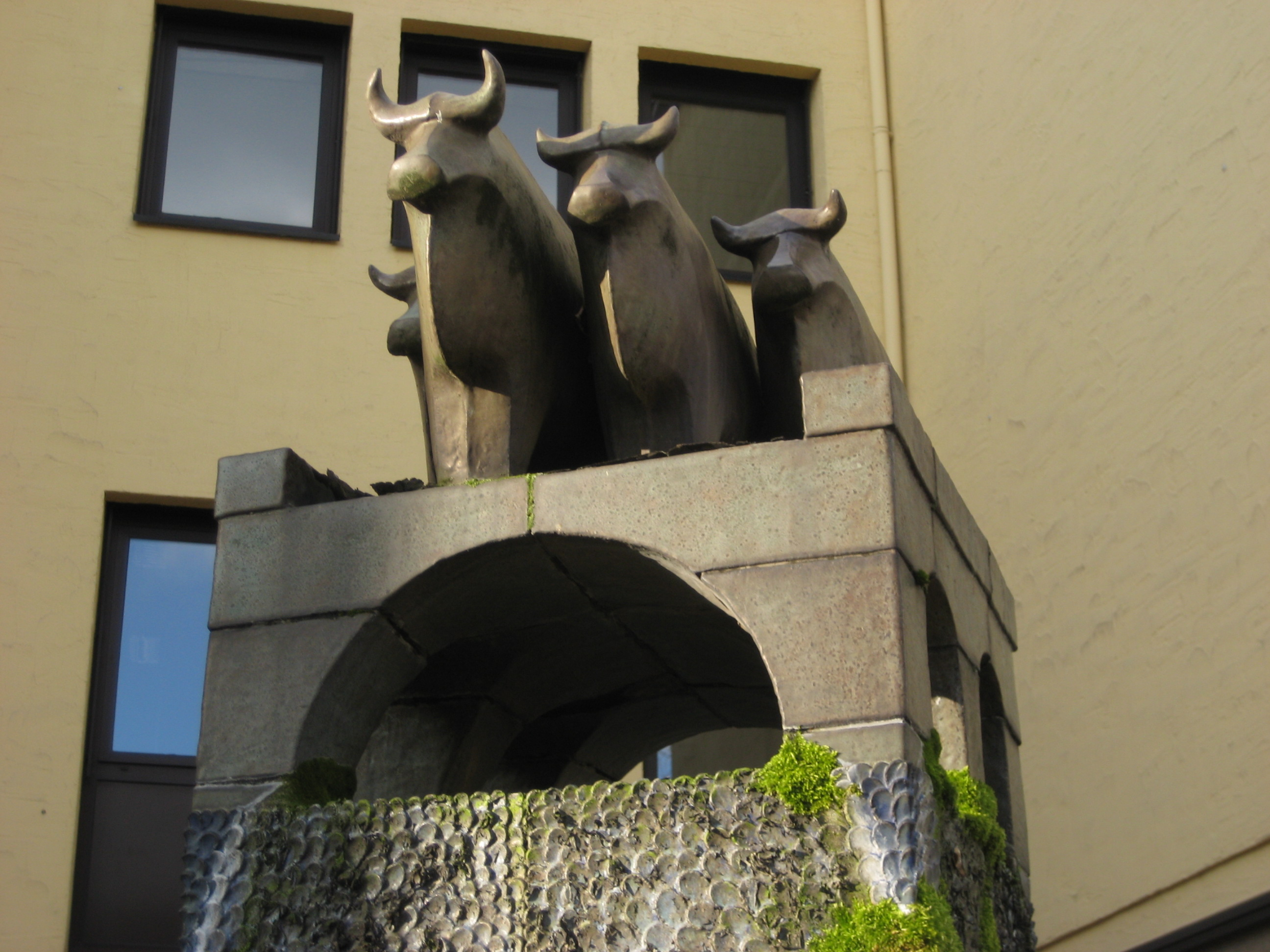
Detail

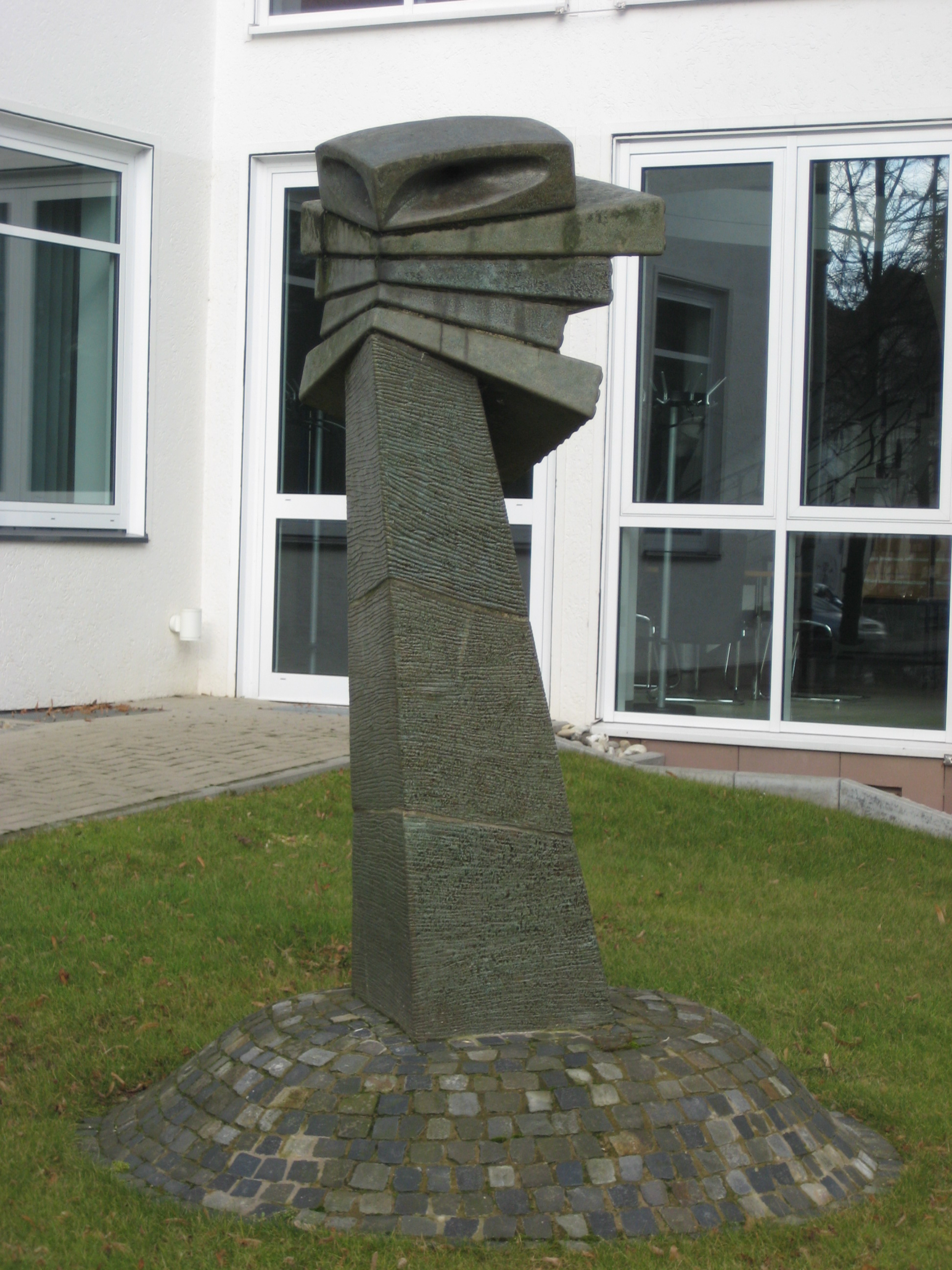
Eule, Keramik, Osnabrück, 1987

Rolf Overberg (* 29. Oktober 1933 in Osnabrück; † 14. Dezember 1993 ebenda) war ein deutscher Keramikkünstler.

## Leben
Overberg begann 1955 eine Lehre in der Keramikwerkstatt von Ruth Landmann, Osnabrück, einer Schülerin von Wim Mühlendyck. Von 1957 bis 1960 studierte er an der Werkkunstschule Münster bei Irene Brinkhaus (Keramik) und Carl Ehlers (Bildhauerei). Im Jahr 1960 gründete er in Osnabrück seine eigene Werkstatt. 1962 heiratete er Lisa Achelpohl, die seit der Geburt ihrer beiden Kinder in der Werkstatt ihres Mannes mitarbeitete. 1965 wurde das Atelier in die Innenstadt von Osnabrück verlegt und seitdem in Gemeinschaft mit dem Graphiker Johannes Eidt und – für wenige Jahre – mit dem Bildhauer Hermann auf der Heide betrieben.
Im Jahr 1967 erhielt Overberg den Niedersächsischen Staatspreis, 1968 den 3. Preis beim Concorso internazionale della Ceramica d’Arte in Cervia, Italien, und 1969 den Preis des Internationalen Kunsthandwerks, Stuttgart. 1971 bereiste Overberg Japan, um die jahrhundertealte Tradition japanischer Keramik zu studieren, was sich anschließend vor allem in der Verwendung von Holzasche-Glasuren niederschlug. 1972 war er Teilnehmer am Internationalen Keramiksymposium in Stoob, Österreich. Im Jahr darauf erhielt er den Ehrenpreis für "Keramische Objekte" beim Westerwaldpreis für Keramik in Höhr-Grenzhausen, 1974 die "Mention honorable" beim "Norddeutschen Wettbewerb Baum" in Hildesheim. Ebenfalls 1974 nahm Overberg am Internationalen Keramiksymposium in Mettlach/Saar teil. 1975 wurde er zum Membre de l’Académie Internationale de la Ceramique in Genf, Schweiz, erklärt. Als solcher gehörte er 1984 zu den Gründungsmitgliedern der Gruppe 83, der Vereinigung der deutschen Mitglieder der Genfer Académie. 1982 nahm der Keramiker am Internationalen Keramiksymposium in Cork, Irland, teil, 1983 am Deutsch-Russischen Symposium in Höhr-Grenzhausen.
Der Tod seiner Frau Lisa 1986 brachte einen spürbaren Bruch im Werk des Künstlers mit sich. 1989 heiratete er erneut. Einige Tage nach der Eröffnung der Ausstellung im Kulturgeschichtlichen Museum Osnabrück anlässlich seines 60. Geburtstages fiel Rolf Overberg nach einem Hirnbluten in seiner Werkstatt ins Koma und starb wenige Wochen später.

## Werk
Overberg hat die Möglichkeiten der Keramik auf verschiedenen Gebieten genutzt. Zu Beginn seiner Tätigkeit lag der Schwerpunkt seiner Arbeit auf an der Töpferscheibe gedrehten Gefäßen, Vasen, Schalen und Teegeschirr. Aber schon sehr früh entstanden auf diese Weise auch Tiere und freie Plastiken, für die er gedrehte Formen ergänzte oder verformte. Auch auf dem Gebiet der Baukeramik war er früh tätig. Später verlegte er sich stark auf hängende Objekte, bei denen er sich der Abdrücke von Zeitungsmatern im Ton bediente. Gleichzeitig entstanden Tiere, die aus lederharten Tonkuben herausgeschnitten wurden, vor allem Schnecken und Eulen in immer neuen Varianten. Reliefs und baukeramische Aufträge nahmen im Laufe der Zeit zu, während die Arbeit an der Töpferscheibe immer mehr an Bedeutung verlor. Mit dem Tod seiner ersten Frau Lisa veränderte sich das Werk Overbergs insofern, als er danach den Menschen als Objekt entdeckte. Dieser wurde jetzt, nachdem er 25 Jahre lang kaum eine Rolle im Schaffen des Keramikers gespielt hatte, in Tontafeln eingedrückt, als multiplizierter Torso in Reliefs eingearbeitet und als fast lebensgroße Venus abgebildet. Gleichzeitig entstanden Landschaften, sowohl als Relief, als auch als Plastik. Sie waren Thema seiner letzten Ausstellung.
Rolf Overbergs Arbeiten sind in vielen Museen und öffentlichen Sammlungen zu sehen.

## Einzelausstellungen (Auswahl)
- 1965 Kulturgeschichtliches Museum, Osnabrück
- 1965 Landesmuseum, Oldenburg
- 1966 Kunstverein, Salzgitter
- 1968 Kunsthalle, Worpswede
- 1968 Kunstverein Salzburg, Österreich
- 1969 Kunstverein, Heilbronn
- 1970 Kunstverein, Salzgitter
- 1973 Karl-Ernst Osthaus Museum, Hagen in Westfalen
- 1974 Keramion – Museum für zeitgenössische keramische Kunst, Frechen
- 1974 Werkhof Bissendorf, Hannover
- 1974 Galerie Charlotte Hennig, Darmstadt
- 1975 Forum Form Clemenswerth, Sögel
- 1975 Kulturgeschichtliches Museum, Osnabrück
- 1976 Kunstverein, Heidenheim
- 1977 Galerie Tiergarten 105, Hannover
- 1977 Städtisches Museum, Göttingen
- 1978 Galerie L, Hamburg
- 1980 Galerie Deproen, Amsterdam, NL
- 1980 Keramik-Galerie Dr. G.+E. Schneider, Freiburg
- 1980 Kunstverein, Hameln
- 1981 Gutenbergmuseum, Mainz
- 1983 Museum für moderne Kunst, Deidesheim
- 1983 Bornholmsk Museum, Rönne, Dänemark
- 1985 Galerie L, Hamburg
- 1985 Forum, Leverkusen
- 1986 Galerie Böwig, Hannover
- 1988 Galerie Lucia Titgemeyer, München
- 1990 Forum Form Clemenswerth, Sögel
- 1992 Deutsche Bank, Frankfurt am Main
- 1993 Seelsorgeamt, Osnabrück
- 1993 Kulturgeschichtliches Museum, Osnabrück
- 1996 Deutsche Bundesstiftung Umwelt (post mortem)